# Kiełpino, Hạt Szczecinek
Kiełpino [kʲɛu̯ˈpinɔ] (tiếng Đức: Kölpin)  là một ngôi làng ở quận hành chính của Gmina Borne Sulinowo, trong Szczecinek County, Zachodniopomorskie, ở tây bắc Ba Lan. Nó nằm khoảng 14 kilômét (9 mi)   phía tây bắc Borne Sulinowo, 18 km (11 mi) về phía tây của Szczecinek và 125 km (78 mi) về phía đông của thủ đô khu vực Szczecin.
Trước năm 1945, khu vực này là một phần của Đức. Đối với lịch sử của khu vực, xem Lịch sử của Pomerania.
Ngôi làng có dân số xấp xỉ 100.